# Hyochangstadion
Het Hyochangstadion is een multifunctioneel stadion in Seoel, de hoofdstad van Zuid-Korea. Het stadion wordt vooral gebruikt voor voetbalwedstrijden, de voetbalclubs Seoul United FC en Seoul WFC maken of maakten gebruik van dit stadion. In het stadion is plaats voor 15.194 toeschouwers. Het stadion werd geopend in 1960.

## Internationale toernooien
In 1960 werd dit stadion gebruikt voor het Aziatisch kampioenschap voetbal 1960. Dat toernooi werd van 14 tot en met 23 oktober in Seoul gehouden.
Omdat dit het enige stadion was dat werd gebruikt werden alle 6 de wedstrijden hier gespeeld.
| № | Datum           | Wedstrijd                 | Uitslag | Toernooi      |
| - | --------------- | ------------------------- | ------- | ------------- |
| 1 | 14 oktober 1960 | Zuid-Korea – Zuid-Vietnam | 5 – 1   | Azië Cup 1960 |
| 2 | 17 oktober 1960 | Zuid-Korea – Israël       | 3 – 1   | Azië Cup 1960 |
| 3 | 17 oktober 1960 | Taiwan – Zuid-Vietnam     | 2 – 0   | Azië Cup 1960 |
| 4 | 19 oktober 1960 | Zuid-Vietnam – Israël     | 1 – 5   | Azië Cup 1960 |
| 5 | 21 oktober 1960 | Zuid-Korea – Taiwan       | 1 – 0   | Azië Cup 1960 |
| 6 | 23 oktober 1960 | Israël – Taiwan           | 1 – 0   | Azië Cup 1960 |